# 회색정강이두크
회색정강이두크(Pygathrix cinerea)는 구세계원숭이의 일종이다. 1997년에 붉은정강이두크(P. nemaeus)의 아종으로 기록되었으나 나중에 독립된 종으로 명명되었다. 이 종의 원산지는 꽝남 성과 꽝응아이 성, 빈딘 성, 꼰뚬 성 그리고 잘라이 성과 같은 베트남 지역에서 발견된다. 전체 개체수는 600에서 700마리로 추산되고 있다.
2007년 7월 3일, 세계 자연보호 기금과 국제환경보존협회의 보고에 의하면, 개체수가 증가하여 베트남 중부에만 116마리가 발견되고 있다.